# Ван Синьцзє
Ван Синьцзє (24 жовтня 1996 ) — китайський стрілець, бронзовий призер Олімпійських ігор 2024 року.

## Виступи на Олімпіадах
| Олімпіада  | Дисципліна                     | Місце |
| ---------- | ------------------------------ | ----- |
| Париж 2024 | швидкісний пістолет, 25 метрів | 3     |

## Зовнішні посилання
- Ван Синьцзє на сайті Olympics.com (англійська)